# 内田美奈子
内田 美奈子（うちだ みなこ）は、日本の漫画家。1978年リリカ3月号でデビュー。
ハードな設定、少々きつめの性格の登場人物（特に女性）、イキなせりふまわし、そして、シュールなギャグ。初期の「デュオ」という活動場所からも推測されるように、少年漫画と少女漫画の境界線上にいる作家である｡
扱う題材は幅広く、SFから、恋愛物、青春物、トレンディドラマ風現代劇といえるものまである。登場人物も独特のキャラクター性があり、その性格描写は非常にセンシティブである。
デビュー作は少女漫画風の絵柄だったものの、次第に荒削りとも受け取られかねない鋭さを持つペンタッチとなる。背景の描き込みや、小道具に関する描写には精緻さがあり、登場人物の服装も現代的でスタイリッシュであった。しかし、アンバランストーキョー以降になると、そうした独特のペンタッチが影を潜める事となり、別の漫画家と思える程の絵柄となっている。
パソコンを初期から趣味とし、また本業にとり入れており、講談社『パソコン武芸帳』（1986。書誌情報の著者には含まれていないことが多い）には、『赤々丸』のキャラクター「ぼーいち君」のモデルとなった人物をキャラクターに使った（内容的な関係はない。原案は他の人物による）、1970年代に見られたマイクロプロセッサなどのICを買い集めマイコンを設計自作した人物の七転八倒伝が収録されている。『赤々丸』には、ドット絵パターンを自作して背景などで使っているのが見られ、『BOOM TOWN』では口絵カラーイラストに、紙とインクによるものだけでなくコンピュータグラフィックスによるものもある。近年の『放浪ノ双生児』ではいわゆるデジタル原稿になった。
双生児、あるいは「そっくりの存在」をよく登場させている。WINGS初登場作品の読み切り『良治郎帰還せず』の主人公良治郎は鏡像世界のパラレルワールドにいるもの同士で入れ替わり、『赤々丸』の赤々丸と白々丸は元は一人の赤井君である。『BOOM TOWN』では主人公の弟のうち2人が双生児で、さらにサイバースペース内のコンピュータプログラムによる疑似人格にもジミーとハーディという双生児がいる。『放浪ノ双生児』では主人公が双生児である。良治郎の設定である「鏡像の世界」などは、作者が左利きであることが影響しているだろう。
2012年より、初期作品を中心にマンガ図書館Zで読めるようになっている。

## 主要作品
漫画
- 『百万人の数学変格活用（改訂版）』朝日ソノラマ、1982年8月1日。ISBN 4257917024。
- 『ナイフと封筒）』朝日ソノラマ、1983年9月1日。ISBN 425791758X。
- DAY IN, DAY OUT
- 『赤々丸）』朝日ソノラマ、1992年11月1日。ISBN 4403610609。
- ブラインド
- GOOD BYE
- 『アンバランス・トーキョー）』徳間書店、1990年8月1日。ISBN 4197801033。
- BOOM TOWN
- 『BOOM TOWN Kindle版』Jコミックテラス、2020年11月11日。
- 放浪ノ双生児〜The wandering〜
- 『放浪ノ双生児〜The wandering〜 kindle版』Jコミックテラス、2020年11月11日。
- 美貧乏探偵コバヤシ
- 『美貧乏探偵コバヤシ Kindle版』Jコミックテラス、2020年11月11日。

イラスト
- ハイランディア（著：丘野ゆうじ） - 4巻以降の挿絵
- ゆびさきに魔法（著：三浦しをん 月刊文藝春秋誌に連載）